# The Very Best of Mick Jagger
The Very Best of Mick Jagger es un álbum recopilatorio que se lanzó en todo el mundo el 1 de octubre de 2007 y al día siguiente en los Estados Unidos por WEA y Rhino Records. Este lanzamiento de 17 pistas es el primer resumen de la carrera en solitario de Mick Jagger. La colección incluye sencillos, pistas de álbumes y colaboraciones con John Lennon, David Bowie, Bono, Lenny Kravitz, Peter Tosh, Ry Cooder, David A. Stewart y Jeff Beck, entre otros.

## Lista de canciones
| N.º | Título                                    | Año  | Duración |  |
| 1.  | «God Gave Me Everything»                  | 2001 | 3:32     |  |
| 2.  | «Put Me in the Trash»                     | 1993 | 3:34     |  |
| 3.  | «Just Another Night»                      | 1985 | 5:15     |  |
| 4.  | «Don't Tear Me Up»                        | 1993 | 4:21     |  |
| 5.  | «Charmed Life»                            | 1992 | 3:35     |  |
| 6.  | «Sweet Thing»                             | 1993 | 4:18     |  |
| 7.  | «Old Habits Die Hard»                     | 2004 | 4:24     |  |
| 8.  | «Dancing in the Street (con David Bowie)» | 1985 | 3:18     |  |
| 9.  | «Too Many Cooks (Spoil the Soup)»         | 1973 | 4:04     |  |
| 10. | «Memo from Turner»                        | 1970 | 4:03     |  |
| 11. | «Lucky in Love»                           | 1985 | 5:02     |  |
| 12. | «Let's Work»                              | 1987 | 4:44     |  |
| 13. | «Joy»                                     | 2001 | 4:40     |  |
| 14. | «Don't Call Me Up»                        | 2001 | 5:13     |  |
| 15. | «Checkin' Up on My Baby»                  | 1992 | 3:21     |  |
| 16. | «Don't Look Back»                         | 1978 | 5:17     |  |
| 17. | «Evening Gown»                            | 1993 | 3:32     |  |